# Momberg
Momberg ist der nach der Kernstadt größte Stadtteil der Stadt Neustadt (Hessen) im mittelhessischen Landkreis Marburg-Biedenkopf. Der Ort hat ca. 1100 Einwohner und zählt zu den ältesten Siedlungen in Hessen. Nachweislich hat Winfried Bonifatius hier gewirkt.

## Geographie
Momberg ist neben dem Nachbarort Mengsberg der nordöstlichste Ort im Landkreis Marburg-Biedenkopf. Etwa 35 km von der Kreisstadt Marburg entfernt liegt Momberg etwa in der Mitte des Hügellandes zwischen Vogelsberg und Kellerwald. An der Rhein-Weser-Wasserscheide gelegen, grenzt die Gemarkung im Osten an die Kreisgrenze des Schwalm-Eder-Kreises bei Wiera, zum Norden hin nach Mengsberg, zum Westen nach Speckswinkel. Südliche Gemarkungsgrenze ist die zur Stadt Neustadt (Hessen).
Wie fast alle hessischen Dörfer, so liegt auch Momberg am Wasser – dem Kalbach. Überschwemmungsgefahren kennt Momberg jedoch nicht. Die östliche Gemarkungsgrenze ist der Hardwasser. Das Dorf steigt von Ost nach West bis zum Martinsberg auf 350 m ü. NN. In großen Waldgebieten gelegen (Herrenwald, Momberger Wald, Staatsforst und Wierarer-Hardt) herrschen immer klare Luftverhältnisse, zumal auch keine Industrie angesiedelt ist. Fernab der großen Verkehrsstraßen ist Momberg auch lärmgeschützt.
Momberg ist ein Haufendorf. Im Laufe der Jahrhunderte hat es sich an den vier Straßenzügen hin orientiert und zu den Nachbargemeinden hin ausgebreitet. Die Nord-Süd-Ausdehnung beträgt heute 1,1 km, die von Ost nach West 1 km. Vom Unterdorf an der Kalbach bis zur Kirche im Oberdorf muss man von 235 m auf 250 m steigen. Der Martinsberg ist dann mit 350 m ü. NN die höchste Erhebung. Die Gemarkung Momberg umfasst heute etwa 1092 Hektar. Die Bewirtschaftungsfläche ist aber weit größer, denn Momberger haben Landbesitz in den Gemarkungen Neustadt, Speckswinkel, Mengsberg und Wiera. Rechnet man den Landbesitz in Momberg ab, so ergibt sich eine bewirtschaftete Fläche von 1187 Hektar.

## Geschichte
Erstmals schriftlich erwähnt wurde Momberg im Jahr 1226 in Aufzeichnungen des Klosters Haina unter dem Namen Muminberg.
Im 13. und 14. Jh. wird eine von den Herren von Momberg erbaute Burg Momberg erwähnt.

### Eingemeindung
Am 1. Januar 1974 wurde die bis dahin selbständige Gemeinde im Zuge der Gebietsreform in Hessen kraft Landesgesetz in die Kleinstadt Neustadt eingegliedert.

## Bevölkerung

### Einwohnerentwicklung
Quelle: Historisches Ortslexikon
| • 1624: | 51 Feuerstellen                                           |
| • 1838: | Familien: 106 nutzungsberechtigte Ortsbürger, 4 Beisassen |

| Momberg: Einwohnerzahlen von 1747 bis 2018 | Momberg: Einwohnerzahlen von 1747 bis 2018 | Momberg: Einwohnerzahlen von 1747 bis 2018 | Momberg: Einwohnerzahlen von 1747 bis 2018 | Momberg: Einwohnerzahlen von 1747 bis 2018 |
| --- | ------------------------------------------ | ------------------------------------------ | ------------------------------------------ | ------------------------------------------ |
| Jahr |                                            |                                            |                                            | Einwohner                                  |
| 1747 | 1747                                       |                                            | 534                                        | 534                                        |
| 1812 | 1812                                       |                                            | 574                                        | 574                                        |
| 1834 | 1834                                       |                                            | 647                                        | 647                                        |
| 1840 | 1840                                       |                                            | 596                                        | 596                                        |
| 1846 | 1846                                       |                                            | 725                                        | 725                                        |
| 1852 | 1852                                       |                                            | 718                                        | 718                                        |
| 1858 | 1858                                       |                                            | 731                                        | 731                                        |
| 1864 | 1864                                       |                                            | 744                                        | 744                                        |
| 1871 | 1871                                       |                                            | 687                                        | 687                                        |
| 1875 | 1875                                       |                                            | 706                                        | 706                                        |
| 1885 | 1885                                       |                                            | 764                                        | 764                                        |
| 1895 | 1895                                       |                                            | 792                                        | 792                                        |
| 1905 | 1905                                       |                                            | 858                                        | 858                                        |
| 1910 | 1910                                       |                                            | 856                                        | 856                                        |
| 1925 | 1925                                       |                                            | 895                                        | 895                                        |
| 1939 | 1939                                       |                                            | 911                                        | 911                                        |
| 1946 | 1946                                       |                                            | 1.320                                      | 1.320                                      |
| 1950 | 1950                                       |                                            | 1.328                                      | 1.328                                      |
| 1956 | 1956                                       |                                            | 1.221                                      | 1.221                                      |
| 1961 | 1961                                       |                                            | 1.179                                      | 1.179                                      |
| 1967 | 1967                                       |                                            | 1.202                                      | 1.202                                      |
| 2004 | 2004                                       |                                            | 1.250                                      | 1.250                                      |
| 2010 | 2010                                       |                                            | 1.230                                      | 1.230                                      |
| 2012 | 2012                                       |                                            | 1.117                                      | 1.117                                      |
| 2014 | 2014                                       |                                            | 1.109                                      | 1.109                                      |
| 2018 | 2018                                       |                                            | 1.062                                      | 1.062                                      |
| Datenquelle: Historisches Gemeindeverzeichnis für Hessen: Die Bevölkerung der Gemeinden 1834 bis 1967. Wiesbaden: Hessisches Statistisches Landesamt, 1968. Weitere Quellen: ; Stadt Neustadt (Hessen) |                                            |                                            |                                            |                                            |

### Historische  Erwerbstätigkeit
Quelle: Historisches Ortslexikon
| • 1838: | Familien: 79 Ackerbau, 12 Gewerbe, 10 Tagelöhner.                                                                                     |
| • 1961: | Erwerbspersonen: 2265 Land- und Forstwirtschaft, 269 Produzierendes Gewerbe, 41 Handel und Verkehr, 60 Dienstleistungen und Sonstiges |

### Religion

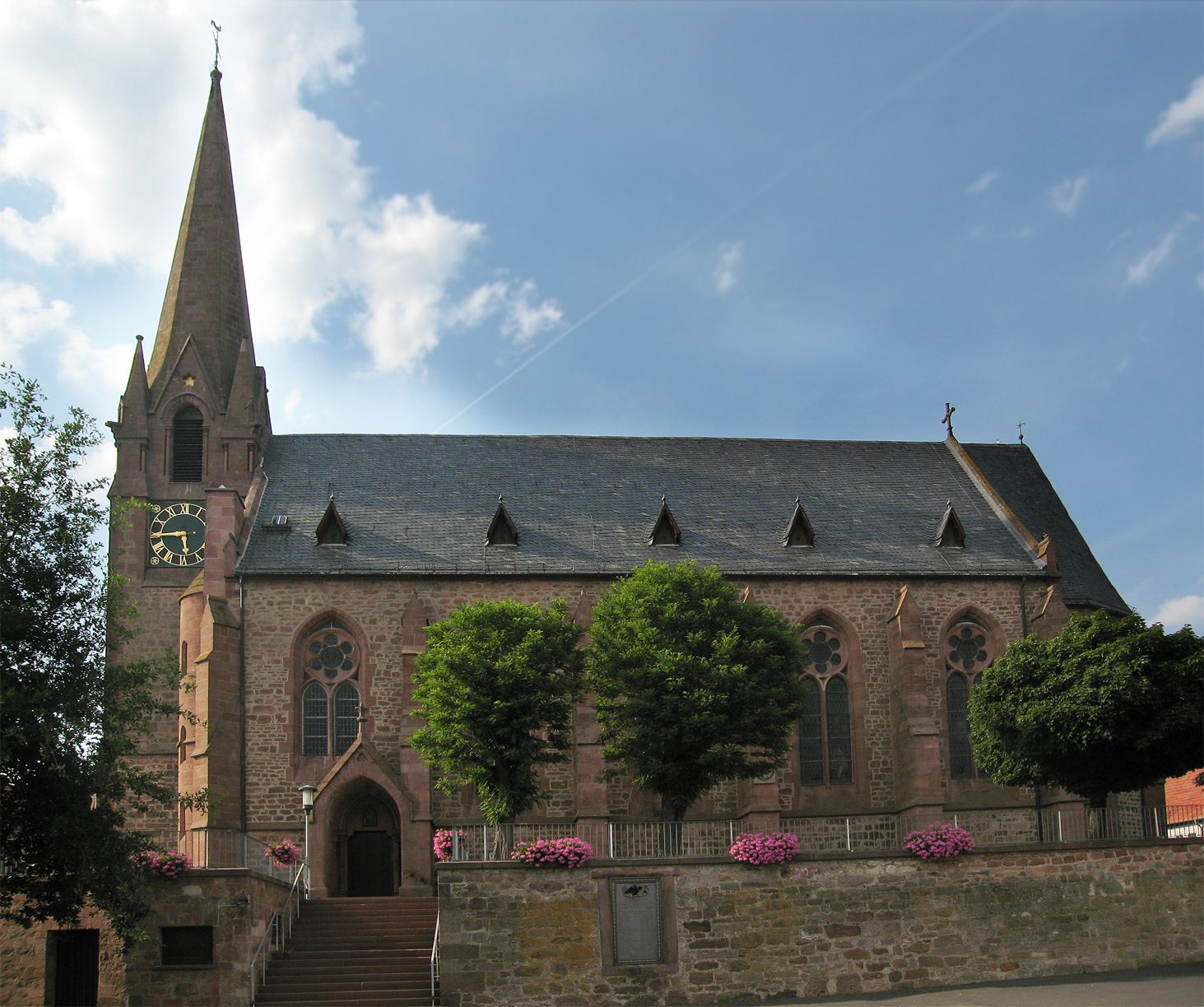
Die neugotische Pfarrkirche

Die Bevölkerung ist zum überwiegenden Teil römisch-katholischer Konfession.
Historische Religionszugehörigkeit
 Quelle: Historisches Ortslexikon
| • 1861: | 09 evangelisch-reformierte, 8 evangelisch-lutherische, 687 römisch-katholische, 49 jüdische Einwohner. |
| • 1885: | 08 evangelische (= 2,36 %), 694 katholische (= 90,84 %), 52 jüdische (= 6,81 %) Einwohner              |
| • 1961: | 36 evangelische (= 3,05 %), 1132 katholisch (= 96,01 %) Einwohner                                      |

## Sehenswürdigkeiten
Zu den besonderen Sehenswürdigkeiten zählen die im Jahre 1870 erbaute neugotische Pfarrkirche St. Johannes, die Mariengrotte und ein Teich im Ortszentrum. Durch Momberg führt dazu auch der Elisabethpfad von Eisenach nach Marburg sowie der Jakobusweg.

## Vereine
In dem Ortsteil herrscht ein lebendiges Vereinsleben, zu dem unter anderem der Fußballverein „SV Borussia 1921 e. V. Momberg“, welcher zurzeit in der Kreisoberliga Marburg spielt, der „Schützenverein Viktoria 1877 Momberg e. V.“, sowie der Gesangverein „Concordia 1867 Momberg e. V.“, zählen. Ebenfalls ist ein Tauziehclub, ein Tennisverein und ein Reitverein ansässig. Der Tauziehclub Momberg verhalf dem Ort deutschlandweit zur Bekanntheit, indem er über Jahrzehnte hinweg unzählige Titel errang. Außerdem gibt es in Momberg die Freiwillige Feuerwehr, die in vielen Feuerwehrleistungsübungen in Region und Land beachtliche Erfolge erzielen konnte. Der jüngste Verein ist der 2. RSC Fidelia Momberg e. V., der sich dem Radsport verschrieben hat.

## Örtliche Einrichtungen
In Momberg gibt es einen Kindergarten, sowie ein Dorfgemeinschaftshaus und einen Jugendraum, für die örtliche Jugend.

## Verkehr
Nach Momberg führen keine Bundesstraßen. In 6 km Entfernung besteht Anschluss an die Bundesautobahn 49 (Anschlussstelle Neustadt). Die nächsten Haltepunkte der Main-Weser-Bahn sind Wiera und Neustadt. Intercity-Züge halten in Treysa.